# Lost in the World
Lost in the World – piąty singel amerykańskiego rapera Kanye Westa z jego piątego albumu studyjnego My Beautiful Dark Twisted Fantasy. Utwór zawiera wokal Justina Vernona z Bon Iver oraz sampel zaczerpnięty z jego utworu "Woods" z 2009 roku. Oprócz tego w piosence pojawiają się także części "Soul Makossa" napisanej przez Manu Dibango, sampel "Think (About It)" wykonany przez Lyn Collins oraz sampel "Comment No. 1" wykonany przez Gil Scott-Herona. Utwór został wyprodukowany przez Westa i Jeff Bhaskera, który napisał go razem z Vernonem i Malikiem Jonesonem. Początkowo singel został wydany 29 września i liczył 5 minut i 54 sekundy, ale wersja albumowa była krótsza i kończyła się nowym nagraniem zatytułowanym "Who Will Survive in America". 
Utwór otrzymał pozytywne recenzje ze strony krytyków muzycznych i został uznany za najmocniejszy track na albumie. Jeszcze przed wydaniem utwór osiągnął 104 pozycję na liście South Korean Gaon Chart. Po raz pierwszy West wykonał go na żywo na Macy's Thanksgiving Day Parade; później można go było usłyszeć na wielu festiwalach muzycznych jak Coachella Valley Music and Arts Festival czy The Big Chill, gdzie po raz pierwszy został ogłoszony przez Westa jako singel. 